# ワ民族軍
ワ民族軍（ワみんぞくぐん、パラウク・ワ語: Kru' Naing' Praog Vax、ビルマ語: ဝအမျိုးသားတပ်မတော်、英語: Wa National Army、略称:WNA）は、シャン州・タイ国境で活動するワ族の武装勢力であり、ワ民族機構（Wa National Organisation: WNO）の軍事部門である。

## 歴史

### 前史
1969年の1月から2月にかけて、ヴィングン（Ving Ngun、シャン語: ဝဵင်းငိုၼ်း、現在のワ州モンマオ県インパン区）最後のツァオパーの息子であるマハサンは850人のワ族兵士を連れてタンヤンに進軍し、ネ・ウィン政権に忠誠を誓った。マハサンの軍勢はミャンマー軍傘下の民兵組織Ka Kwe Ye（KKY、防衛隊）となった。また、マハサンはタンヤンで、ロー・シンハンと関係の深いワ族のボー・ライウーと組み、国民党軍のアヘン取引のネットワークと繋がった。1970年、マハサンとチュー・ホンチャイ（繁体字: 屈鴻齋）は台湾の特務機関「滇辺区」の司令のもと、「ミャンマー東部防衛隊指揮部」を結成した。1971年5月、マハサンの軍勢とチュー・ホンチャイの軍勢は正式に合併して、ヴィングン防衛隊となり、兵力は4個大隊、600人を数えた。ヴィングンKKYは、シャン州ではロー・シンハンのコーカンKKY、クン・サのロイモーKKYに次ぐ大軍勢となった。
しかしながら、中緬国境地域ではビルマ共産党（Communist Party of Burma: CPB）が勢力を拡大しており、1971年4月にヴィングンが占領された。ビルマ共産党の攻勢では、ヴィングンKKYは装備の整った共産党の軍に敵わず敗走し、サルウィン川を越えてタンヤンの司令部に合流した。この後、ワ族の居住地はビルマ共産党の支配下となった。そして1973年、ネ・ウィン政権はKKYを廃止する決定を下した。1973年4月20日、マハサンはチュー・ホンチャイと共にネ・ウィン政権から改組を迫られ、翌月マハサンとチュー・ホンチャイはロー・シンハンと共に地下に潜伏し、数百人の兵士とその家族と共にタイ国境へと移動した。

### 1974 - 2000
1974年7月29日モンマイの近くのシャン州軍南部軍区の基地で、マハサンはシャン州軍の支持のもとWNAを結成した。
1978年、シャン州進歩党（SSPP）の参謀長であったサイ・ザムモンはSSPPはビルマ共産党の同盟であるのでWNAをもはや支援できないとマハサンに伝えた。ザムモンはビルマ共産党への疑いを隠すことは無かったものの、状況が安定すればビルマ共産党の「革命的な」同盟であるSSPPはワ族「解放区」の統治をおそらく許されるので、もしWNAの兵士は家に帰りたいのならばSSPPに入るべきだとまで述べた。
これにより、WNAは複数の派閥に分裂した。マハサイとニー・アウンの2人の将校はSSPPに離反し、1980年の恩赦により、ロー・シンハンのコーカンKKY残党と共に降伏した。マハサンはピアンルアンに移動し、モーヘンのシャン連合革命軍と同盟を結んだ。アイ・チョーソーを首魁とする派閥は更に東のタイ国境に位置するパントーで国民党軍の支持を受けて軍を結成した。このほかに、タ・マーは100人程度の兵士を率いて完全に国民党軍の指揮下で麻薬取引に従事した。1982年3月、マハサンは複数の派閥を合同し、新たに500人規模の新たなWNAを誕生させた。
1983年、WNAの政治部門であるワ民族機構は公式に民族民主戦線（NDF）に加盟した。同年、李文煥率いる国民党第3軍はアイ・チョーソーらの派閥を援助し、ワ民族評議会（Wa National Council: WNC）を結成させ、ドイアンカンに陣地を築き、クン・サとモーヘンの率いるタイ革命評議会（Tai Revolutionary Council: TRC）からドイランを奪還しようと試みた。WNCは名目上WNOの行政機構ということになっていたが、実態としては独立したものであった。その西では、他の国民党軍残党による資金援助とNDFからの武器の支援を受けてマハサンのWNAがメーオー・モンマイ間のシャン州への入り口を確保しようと試みた。
1987年、前年に締結されたNDFとCPBの合同軍事協定を受けてNDFとワ族指導者の間で和解がなされた。マハサンはクン・サおよびモン・タイ軍に加入したマハサンの弟マハジャと会談した。アイ・チョーソーのWNCは、ドイアンカン山周辺に陣取ったSSPPとKIOの支援を受けて急速に勢力を拡大した。WNCは、タイ国境まで下ってミャンマー軍とTRCへの攻撃を開始したCPBの人民軍第6旅団（NDFの同盟となっていた）の数百人のワ人部隊によって強化された。
また、CPB内部では、NDFとの同盟により変化が現れていた。NDF代表団がCPB支配地域を訪問したことで少数民族は非共産主義の抵抗勢力と初めて接触した。NDF代表団にはWNAの兵士クン・アイも含まれており、彼はワ州の各地で人気者となった。CPBはワ族の民族主義的な傾向をなだめるためにワ州北部のカンソーにWNAの連絡事務所を設立することを許可したが、その後CPBの下士官がWNAのバッジを着用し始めた。こうしてCPB内部にワ族の民族主義がもたらされることとなった。
しかし、1989年にCPBで内乱が起こった際、タイ国境のWNAは傍観者でしかなかった。反乱後の5月から6月にかけて、マハサンとWNA代表団はワ州・パンサンにあるCPB旧本部を訪れた。しかし、不信感を持たれ、いかなる政治的意見も排除された。さらに、マハサンは旧CPBワ族兵士らに拘束され、数ヶ月後にタイに脱出した。一方でアイ・チョーソー率いるWNCは、1989年11月にチャオ・ニーライ率いる旧CPBワ族反乱軍と合併し、ワ州連合軍となった。WNCの元々の支配領域であるタイ・ミャンマー国境は南部軍区（171軍区）としてワ州連合軍の版図に組み入れられた。
合併後、WNCのトップであったアイ・チョーソーは政協副主席という名目上のポストを与えられたに過ぎなかった。代わりに実権を握ったのは元々国民党情報部の一員であった魏学龍、魏学剛、魏学賢の3人の魏氏三兄弟である。魏学剛はビルマ共産党侵入後、クン・サのシャン連合軍に加わったが、1985年に魏学剛がクン・サの側近と対立した後、WNCに加わった。魏学剛は麻薬ビジネスの手腕を以てWNC、そしてワ州連合軍を支えていった。
1997年8月、WNAは軍事政権と和平交渉を行ったが決裂した。

### 2000 -
2005年2月、マハサンは弟のマハジャと共にタイ政府から麻薬取引に関与した疑いで逮捕状が出された。同年4月6日、マハサンはチエンマイ県で逮捕された。マハサンは逮捕から2年後の2007年10月にタイ・チエンマイで死亡した。
マハサン死後の2008年3月、マハジャはWNO/WNAは存在しないとしたが、WNOのアイ・ニュン書記長はWNO/WNAはマハサンのものではなく、存在すると否定した。また、アイ・ニュン書記によると、同年2月10日、軍事政権はアイ・トゥン元書記長に降伏式をさせようとしていたが、緊急会議において指導部の選挙を行った結果、そのような事態を避けられたという。マハサン死後の2008年2月に議長に就任したトゥクマンは2011年に死去した。
2017年、WNOはビルマ統一民族連邦評議会を脱退した。この脱退はWNOがワ州連合軍と共にワ族の統一組織（暫定名称：ワ民族連盟）を結成するためであった。2024年にはオーストラリア放送協会の取材に対し、「WNAはワ州連合軍と同じグループ、同じ名前、同じ民族である」と回答している。